# COVID-19-Pandemie auf den Philippinen

Nachgewiesene Fälle (Stand: 10. Mai 2020):

Die COVID-19-Pandemie auf den Philippinen tritt als regionales Teilgeschehen des weltweiten Ausbruchs der Atemwegserkrankung COVID-19 auf und beruht auf Infektionen mit dem Ende 2019 neu aufgetretenen Virus SARS-CoV-2 aus der Familie der Coronaviren. Die COVID-19-Pandemie breitet sich seit Dezember 2019 von China ausgehend aus. Ab dem 11. März 2020 stufte die Weltgesundheitsorganisation (WHO) das Ausbruchsgeschehen des neuartigen Coronavirus als Pandemie ein.

## Verlauf
Am 30. Januar 2020 wurde ein erster COVID-19-Fall von den Philippinen gemeldet. Am 13. März 2020 waren es über 100 Infizierte, am 27. März über 1.000, am 13. April über 5.000 und am 5. Mai über 10.000 Infizierte. Nur einmal (30. März 2020) gab es mehr als 500 Neuinfektionen an einem Tag.
Der erste COVID-19 bedingte Todesfall ereignete sich am 2. Februar 2020. Es handelte sich um einen Chinesen aus Wuhan; dies war der erste Todesfall außerhalb Chinas. Am 1. April 2020 waren es über 100, am 25. April über 500 Tote. Wegen Reise- und Ausgangsbeschränkungen sowie Arbeitermangel kam es zu Unterbrechungen von Lebensmittel-Lieferketten.
Es wurden verschiedene Maßnahmen verhängt, um die Ausbreitung der Krankheit im Land einzudämmen, darunter Reiseverbote für das chinesische Festland, Hongkong, Macau und Südkorea. Am 7. März 2020 hob das Gesundheitsministerium (DOH) seine „Code Red Sub-Level 1“ mit einer Empfehlung an den Präsidenten der Philippinen an, einen „Notfall für die öffentliche Gesundheit“ zu verhängen, der die DOH ermächtigt, Ressourcen für die Beschaffung zu mobilisieren von Sicherheitsausrüstung und die Einführung von vorbeugenden Quarantänemaßnahmen. Am 9. März gab Präsident Rodrigo Duterte die Proklamation Nr. 922 heraus, in der das Land in einen Ausnahmezustand der öffentlichen Gesundheit erklärt wurde.
Am 12. März erklärte Präsident Duterte „Code Red Sub-Level 2“ und erließ eine teilweise Sperrung von Metro Manila, um eine landesweite Verbreitung von COVID-19 zu verhindern. Anschließend wurde Luzon unter verstärkter Quarantäne in der Gemeinde unterstellt. Am 17. März gab Präsident Duterte die Proklamation Nr. 929 heraus, in der die Philippinen für einen vorläufigen Zeitraum von sechs Monaten für katastrophal erklärt wurden.
Zusätzliche Einrichtungen wurden gestartet, um Bestätigungstests durchzuführen. Am 20. März wurden vier Einrichtungen eingerichtet, nämlich das Southern Philippines Medical Center in Davao City, das Vicente Sotto Memorial Medical Center in Cebu City, das Baguio General Hospital und das Medical Center in Benguet sowie das San Lazaro Hospital in Manila (wo der erste Fall aufgenommen wurde) begann, Tests durchzuführen und das RITM zu erweitern. In den folgenden Tagen wurden auch andere Einrichtungen in Betrieb genommen. Am 25. März unterzeichnete der Präsident den Bayanihan to Heal As One Act, der zusätzliche Befugnisse zur Bewältigung des Ausbruchs gab.
Präsident Duterte akzeptierte am 7. April die Empfehlung der Inter-Agency Task Force für neu auftretende Infektionskrankheiten (IATF-EID), die ECQ von Luzon bis zum 30. April zu verlängern. Am 17. April wurde berichtet, dass es dem Land gelungen ist, die Reproduktionszahl der Viruserkrankung von 1,5 auf 0,65 zu senken, was bedeutet, dass die durchschnittliche Anzahl der Menschen, die eine Person infizieren kann, von mehr als eins auf weniger als eins gesunken ist. Jüngste Daten zeigen, dass das Land die Kurve abflacht, aber vor einem „Wiederaufleben“ gewarnt wurde und Massentests verstärken muss, um Fälle zu isolieren und eine weitere Übertragung von COVID-19 zu vermeiden. Irgendwann Ende April waren lokale Regierungseinheiten (LGUs) ohne Zustimmung der IATF-EID nicht mehr berechtigt, Quarantänemaßnahmen zu verhängen. Vor diesem Zeitraum konnten LGUs solche Maßnahmen in Abstimmung mit dem Innenministerium und der lokalen Regierung verhängen.
Das ECQ in Luzon wurde in einigen Bereichen bis zum 15. Mai verlängert. Dazu gehören Metro Manila, Calabarzon, Central Luzon (außer Aurora), Pangasinan und Benquet. Die ECQ-Maßnahmen wurden auch auf Cebu und Davao City ausgedehnt. Nach dem 15. Mai überarbeitete die philippinische Regierung ihre Quarantäneklassifikationen in Übereinstimmung mit der früheren Ankündigung, dass „Wissenschaft und Wirtschaft bei Änderungen der Sperrmaßnahmen berücksichtigt werden“. Eine modifizierte erweiterte Community-Quarantäne (MECQ) wurde auf Metro Manila angewendet. Laguna und Cebu City, während ein GCQ auf 41 Provinzen und 10 Städte mit mäßigem Risiko angehoben wurde. In der Zwischenzeit sollten 40 Provinzen und 11 Städte, die als „Gebiete mit geringem Risiko“ galten, aus den Quarantänemaßnahmen der Gemeinschaft entlassen werden, wurden jedoch nach einem angeblich „ehrlichen Fehler“ der EU zu einer „modifizierten allgemeinen Quarantäne“ (MGCQ) ausgebaut nationale Regierung und Anfragen von jeweiligen LGUs.
Die philippinische Regierung überarbeitete die Ankündigungen und entschied, dass das gesamte Land unter das GCQ fällt, während Metro Manila, Laguna und Cebu City weiterhin ein MECQ einführten. Dies ist vorübergehend, bis die Richtlinien von MGCQ in Gebieten mit geringem Risiko fertiggestellt sind. Die IATF-EID erwägt Berichten zufolge auch die Neueinstufung von Provinzen und Städten in Zentral-Luzon als „Hochrisikogebiete“ gemäß MECQ. Nachdem die IATF-EID Petitionen von LGUs erhalten hatte, überarbeitete sie ihre Quarantänerichtlinien erneut. Cebu City und Mandaue wurden unter ECQ gestellt, während Metro Manila, Laguna und Central Luzon (mit Ausnahme von Aurora und Tarlac) alle unter MECQ stehen. Der Rest der Länder ist noch auf GCQ.
Nach ersten Lockerungen kam es im Juni 2020 kam es zu einer Verdopplung der Neuinfektionen pro Woche von unter 2.000 auf über 4.000. Zum Ende des Monats verstärkte sich die Ausbreitung weiter und stieg im Juli auf über 10.000 neue Fälle pro Woche an. Angesichts von erstmals 5.000 Infizierten pro Tag und nun insgesamt über 100.000 Fällen insgesamt warnte das Gesundheitswesen Anfang August 2020 vor dem Kollaps. Daraufhin verhängte Duterte für die Metropolregion Manila zum 4. August 2020 wieder strikte Ausgangsbeschränkungen. Der öffentliche Verkehr wurde ausgesetzt und Zusammenkünfte auf maximal fünf Personen begrenzt. Zudem sollten 20 Millionen Masken an Ärmere verteilt und die Testkapazität ausgebaut werden. Auch sollte mehr medizinisches Personal eingestellt und deren Lohn angehoben werden.
Im August 2020 erreichten die wöchentlichen Neuinfektionen den bisherigen Höhepunkt mit 31.033 Fällen in der 33. Kalenderwoche. Am Ende des Monats August 2020 waren über 200.000 Infektionsfälle registriert, mehr als die Hälfte davon in Manila. Danach sanken sie Mitte September erstmals wieder unter 20.000 sowie Ende Oktober unter 10.000 Neuinfektionen pro Woche. Mitte September 2020 wurde der Corona-Notstand um ein ganzes Jahr verlängert. Ende des Monats waren es über 300.000 Covid-19-Fälle sowie über 5.000 Tote. Mitte November 2020 meldete man über 400.000 Infektionsfälle.
Nach einer offiziell abgesagten Großprozession in Manila mit hunderttausenden Teilnehmern Anfang Januar 2021 stieg die Zahl der wöchentlichen Neuinfektionen in der dritten und vierten Kalenderwoche wieder auf über 10.000 Fälle, nachdem es im Dezember zumeist unter 10.000 gewesen waren. Ende Januar 2021 meldete das Land über 500.000 Covid-19-Fälle und über 10.000 Tote. In der West-Pazifik-Region war es damit nach absoluten Zahlen auch weiterhin das am schwersten betroffene Land, allerdings übertrafen Singapur (1017) und Malaysia (647) die Philippinen (477) bei der Zahl der Infektionen pro 100.000 Einwohner deutlich. In Südostasien insgesamt waren mittlerweile zahlreiche andere Länder schwerer betroffen als die Philippinen, wobei aber nur Indien (11,2) und Indonesien (10,9) mehr Tote pro 100.000 Einwohner als die Philippinen (9,7) aufwiesen (Stand: WHO-Bericht vom 2. Februar 2020).
Anfang April 2021 erreichten die Neuinfektionszahlen pro Tag ein Zwischenhoch (am 3. April: 15.280 Neuinfektionen) und sanken danach wieder ab, blieben aber deutlich höher als 2020. Ab Anfang August 2021 stiegen die Infektionszahlen erneut stark an und erreichten Mitte September eine Höchstzahl (am 12. September: 26.238 Neuinfektionen) und fielen anschließend wieder ab.

## Statistik
Im Jahr 2020 gab es 475.820 positiv getestete Personen, davon 439.895 Genesene und 9.248 Verstorbene (Stand 1. Januar 2021, 10 Uhr). Auf eine Million Einwohner kamen 4.280 Infektionen und 83 Tote (Stand 27. Dezember 2020, 10 Uhr). Die Fallzahlen entwickelten sich während der COVID-19-Pandemie auf den Philippinen wie folgt:

### Infektionen

Bestätigte Infizierte auf den Philippinen nach Daten der WHO. Oben kumuliert, unten Tageswerte

### Todesfälle

Bestätigte Todesfälle auf den Philippinen nach Daten der WHO. Oben kumuliert, unten Tageswerte

## Gesellschaftliche Folgen

### Kriminalität
Im Zusammenhang mit der Pandemie kam es zu Angriffen auf Mitarbeiter im Gesundheitssektor auf den Philippinen.
Allgemein sind Obdachlose besonders betroffen.

### Evakuierungen
Die Pandemie erschwerte im Mai 2020 die Bemühungen, weitflächige Gebiete wegen des Taifuns Vongfong zu evakuieren. Geschätzte 200.000 Menschen haben wegen Taifun-bedingt drohender Überschwemmungen und Erdrutschen ihre Wohnungen verlassen müssen.

### Schule
Nach Medienberichten vom September 2021 sind die Philippinen das einzige Land, in dem die Schulen seit Beginn der Pandemie durchgängig geschlossen geblieben sind. Die Regierung hat zwar Online-Lernsystem zur Verfügung gestellt, jedoch haben laut der Statistik der Regierung nur 18 % der Haushalte Zugang zum Internet. Vor allem in ländlichen und ärmeren Gebieten wird eine zunehmende Bildungslücke befürchtet. Ende August 2022 öffneten die Schulen nach einer zweijährigen Pause wieder für den Präsenzunterricht.